# Xã Summit, Quận Butler, Pennsylvania
Xã Summit (tiếng Anh: Summit Township) là một xã thuộc quận Butler, tiểu bang Pennsylvania, Hoa Kỳ. Năm 2010, dân số của xã này là 4.884 người.